# Bagassi
Bagassi ist sowohl eine Gemeinde (französisch commune rurale) als auch ein dasselbe Gebiet umfassendes Departement im westafrikanischen Staat Burkina Faso, in der Region Boucle du Mouhoun und der Provinz Balé. Im Jahr 2006 hatte die Gemeinde in 29 Dörfern 33.309 Einwohner, in der Mehrzahl Bwaba. Das Dorf wurde von Banliou Yé gegründet.